# Usson-du-Poitou
Pour les articles homonymes, voir Usson.
Usson-du-Poitou est une commune du Centre-Ouest de la France, située dans le département de la Vienne (région Nouvelle-Aquitaine).

## Géographie

### Géologie et relief
La région d'Usson-du-Poitou présente un paysage de plaines vallonnées plus ou moins boisées. Le terroir se compose :
- de bornais (ce sont des sols brun clair sur limons, profonds et humides, à tendance siliceuse) pour 39 %, d'argile à silex peu profonde pour 24 %, de terres fortes pour 9 %, de terres de brandes pour 6 % sur les plateaux du seuil du Poitou ;
- de groies superficielles pour 22 % dans les plaines (les groies sont des terres du Sud-Ouest de la France, argilo-calcaires, peu profondes  - en général de moins de 50 cm d’épaisseur – et  plus ou moins riches en cailloux. Elles sont fertiles et saines et donc, propices à la polyculture céréalière mais elles s’assèchent vite.

### Communes limitrophes
|                 | Saint-Secondin     | Bouresse   |
| Château-Garnier | d'Usson-du-Poitou  | Queaux     |
| Payroux         | Saint-Martin-l'Ars | Le Vigeant |

### Hydrographie
La commune est traversée par La Clouère sur une distance de 10 km.

### Climat
Pour des articles plus généraux, voir Climat de la Nouvelle-Aquitaine et Climat de la Vienne.
Historiquement, la commune est exposée à un climat océanique du nord-ouest.  
En 2020, Météo-France publie une typologie des climats de la France métropolitaine dans laquelle la commune est exposée à un climat océanique altéré et est dans la région climatique  Poitou-Charentes, caractérisée par un bon ensoleillement, particulièrement en été et des vents modérés.
Pour la période 1971-2000, la température annuelle moyenne est de 11,7 °C, avec une amplitude thermique annuelle de 15 °C. Le cumul annuel moyen de précipitations est de 837 mm, avec 11,5 jours de précipitations en janvier et 7 jours en juillet. Pour la période 1991-2020, la température moyenne annuelle observée sur la station météorologique la plus proche, située sur la commune de La Ferrière-Airoux à 11 km à vol d'oiseau, est de 12,4 °C et le cumul annuel moyen de précipitations est de 762,1 mm,. Pour l'avenir, les paramètres climatiques de la commune estimés pour 2050 selon différents scénarios d'émission de gaz à effet de serre sont consultables sur un site dédié publié par Météo-France en novembre 2022.

## Urbanisme

### Typologie
Au 1er janvier 2024, Usson-du-Poitou est catégorisée commune rurale à habitat dispersé, selon la nouvelle grille communale de densité à sept niveaux définie par l'Insee en 2022.
Elle est située hors unité urbaine et hors attraction des villes,.

### Occupation des sols
L'occupation des sols de la commune, telle qu'elle ressort de la base de données européenne d’occupation biophysique des sols Corine Land Cover (CLC), est marquée par l'importance des territoires agricoles (91 % en 2018), une proportion sensiblement équivalente à celle de 1990 (91,4 %). La répartition détaillée en 2018 est la suivante : 
terres arables (55,3 %), zones agricoles hétérogènes (21,8 %), prairies (13,9 %), forêts (6,9 %), zones urbanisées (1,2 %), eaux continentales (0,9 %). L'évolution de l’occupation des sols de la commune et de ses infrastructures peut être observée sur les différentes représentations cartographiques du territoire : la carte de Cassini (XVIIIe siècle), la carte d'état-major (1820-1866) et les cartes ou photos aériennes de l'IGN pour la période actuelle (1950 à aujourd'hui).

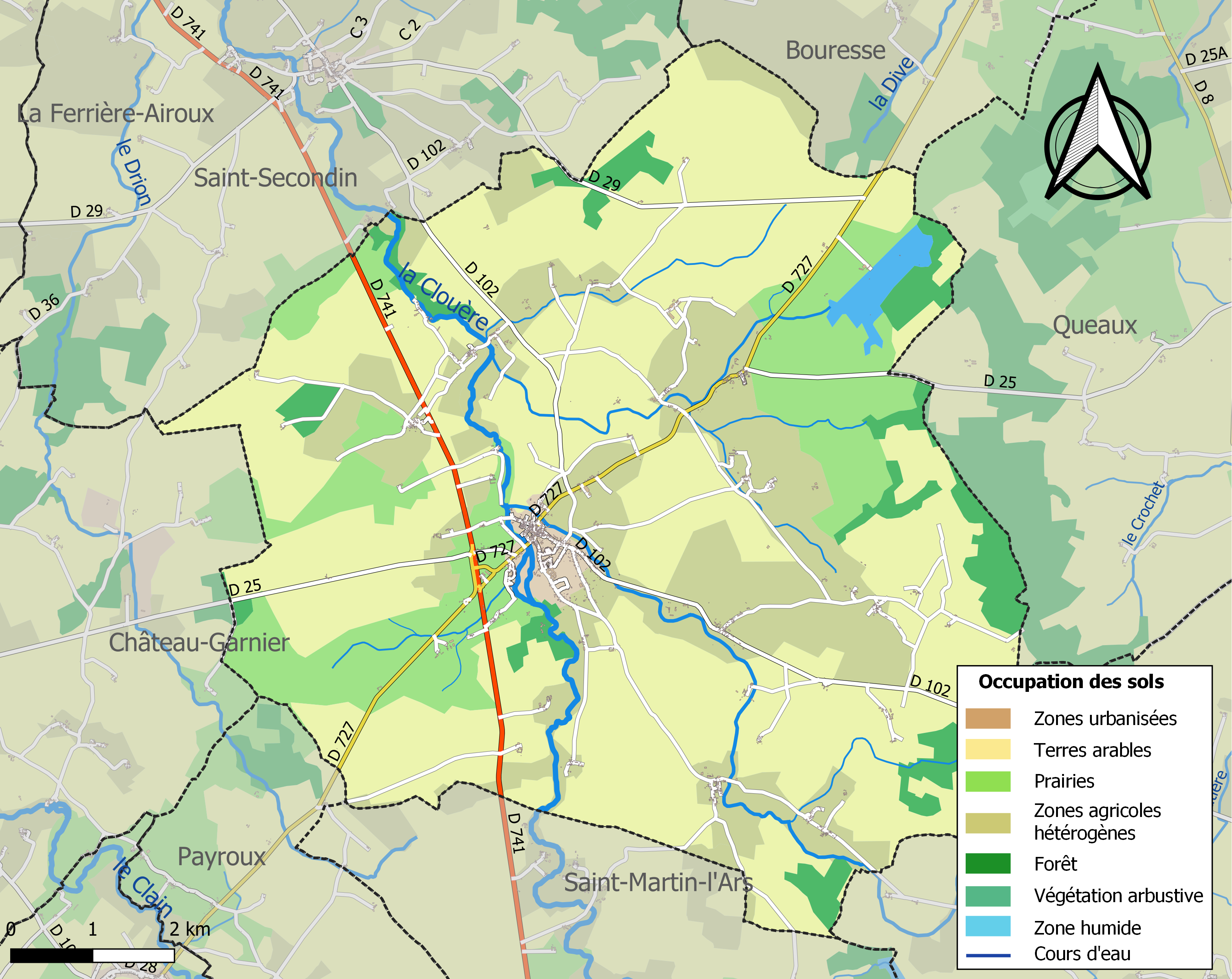
Carte des infrastructures et de l'occupation des sols de la commune en 2018 (CLC).

### Risques majeurs
Le territoire de la commune d'Usson-du-Poitou est vulnérable à différents aléas naturels : météorologiques (tempête, orage, neige, grand froid, canicule ou sécheresse), inondations, mouvements de terrains et séisme (sismicité faible). Il est également exposé à un risque technologique,  le transport de matières dangereuses. Un site publié par le BRGM permet d'évaluer simplement et rapidement les risques d'un bien localisé soit par son adresse soit par le numéro de sa parcelle.

#### Risques naturels
Certaines parties du territoire communal sont susceptibles d’être affectées par le risque d’inondation par débordement de cours d'eau, notamment la Clouère et le ruisseau des Pluches. La commune a été reconnue en état de catastrophe naturelle au titre des dommages causés par les inondations et coulées de boue survenues en 1982, 1983, 1993, 1995, 1999 et 2010,.

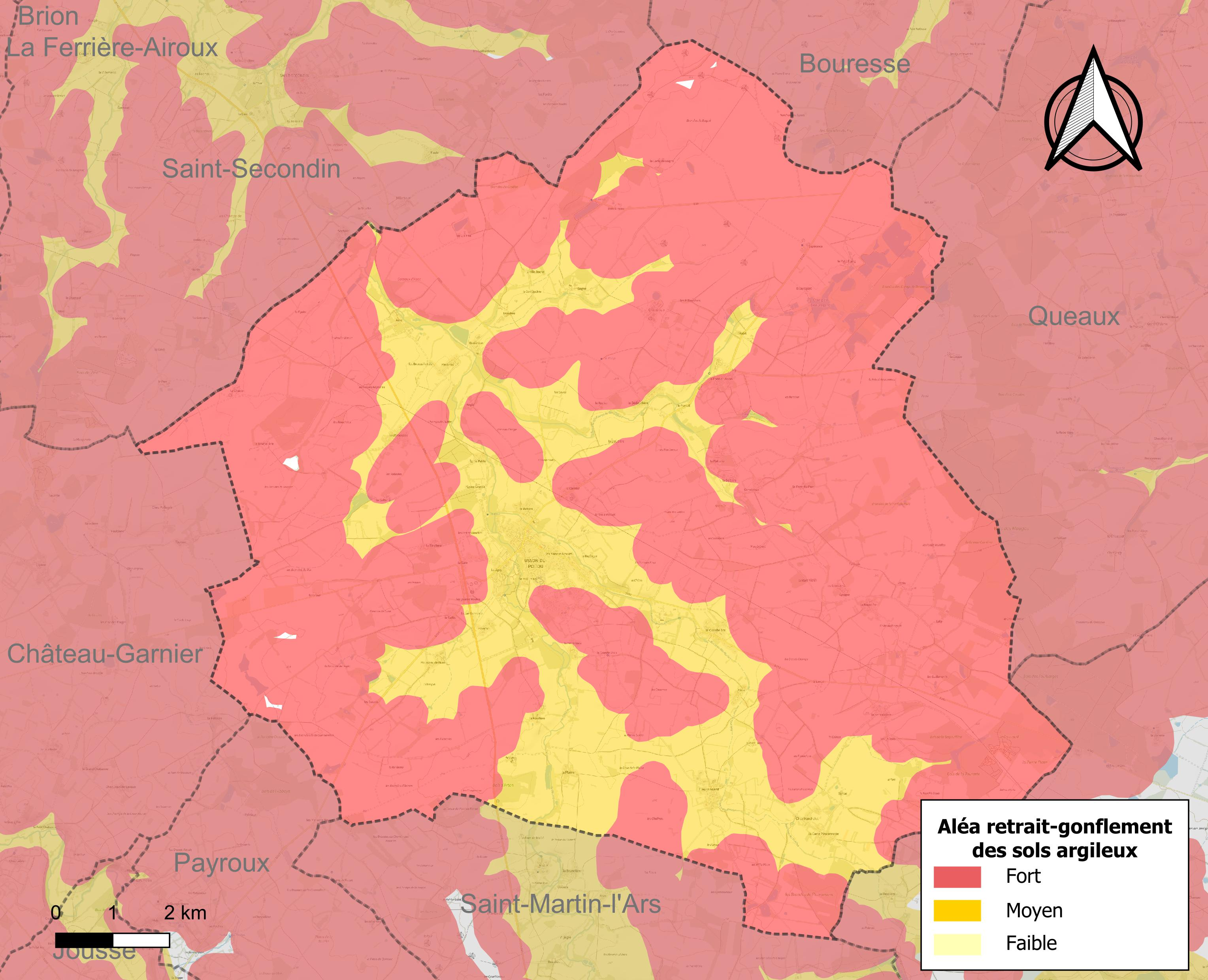
Carte des zones d'aléa retrait-gonflement des sols argileux d'Usson-du-Poitou.

Les mouvements de terrains susceptibles de se produire sur la commune sont des affaissements et effondrements liés aux cavités souterraines (hors mines) et des tassements différentiels. Afin de mieux appréhender le risque d’affaissement de terrain, un inventaire national permet de localiser les éventuelles cavités souterraines sur la commune. Le retrait-gonflement des sols argileux est susceptible d'engendrer des dommages importants aux bâtiments en cas d’alternance de périodes de sécheresse et de pluie. 99,9 % de la superficie communale est en aléa moyen ou fort (79,5 % au niveau départemental et 48,5 % au niveau national). Depuis le 1er octobre 2020, en application de la loi ÉLAN, différentes contraintes s'imposent aux vendeurs, maîtres d'ouvrages ou constructeurs de biens situés dans une zone classée en aléa moyen ou fort,.
La commune a été reconnue en état de catastrophe naturelle au titre des dommages causés par la sécheresse en 2003, 2005, 2011 et 2017 et par des mouvements de terrain en 1999 et 2010.

## Toponymie
Le nom du village pourrait dériver de l'anthroponyme gaulois Iccius.

## Histoire
Comme le reste de la France, accueille favorablement les avancées de la Révolution française. Elle plante ainsi son arbre de la liberté, symbole de la Révolution. Mais lors de la levée en masse, quelques jeunes requis, mécontents, secouent l’arbre : ils sont condamnés à mort et exécutés à la demande du représentant en mission Piorry.
Selon Laurent Cogny et Béatrice Guyonnet, ils auraient été guillotinés pour le refus d'obéir à la conscription.
En 1848, avec la Révolution française de 1848 et le retour de la République, un arbre de la liberté est planté. Il est abattu en 1937.
Pendant la Seconde Guerre mondiale, la ligne de démarcation traversait la commune, du 25 juin 1940 au 1er mars 1943, laissant le chef-lieu en zone libre.
Entre le 4 et le 10 juin 1944, 56 SAS du capitaine Tonkin sont parachutés, avec quatre jeeps, afin de renforcer les FFI. Ils sont attaqués en forêt de Verrières et fusillés, pour certains d’entre eux, en forêt de Saint-Sauvant.

## Politique et administration

### Liste des maires
| Période      | Période      | Identité                 | Étiquette | Qualité |
| ------------ | ------------ | ------------------------ | --------- | --- |
| 1935         | 1941         | Henri Salmon (1882-1955) |           | Propriétaire, agriculteur, président de la Caisse régionale du Crédit agricole de la Vienne Nommé membre de la Commission administrative départementale en 1941 |
|              |              |                          |           | |
| mars 1971    | février 2012 | Arnaud Lepercq           | RPR-UMP   | Député (1975-1981, 1986-2007) Conseiller général du Canton de Gençay (1982-2015)                                                                                |
| février 2012 | En cours     | Michel Jarrassier        | DVD       | Salarié du secteur médical |

### Instances judiciaires et administratives
La commune relève du tribunal d'instance de Poitiers, du tribunal de grande instance de Poitiers, de la cour d'appel  de Poitiers, du tribunal pour enfants de Poitiers, du conseil de prud'hommes de Poitiers, du tribunal de commerce de Poitiers, du tribunal administratif de Poitiers et de la cour administrative d'appel  de  Bordeaux,  du tribunal des pensions de Poitiers, du tribunal des affaires de la Sécurité sociale de la Vienne, de la cour d’assises de la Vienne.

### Services publics
Les réformes successives de La Poste ont conduit à la fermeture de nombreux bureaux de poste ou à leur transformation en simple relais. Toutefois, la commune a pu maintenir le sien.

## Démographie
En 2022, la commune d'Usson-du-Poitou comptait 1226 habitants. À partir du XXIe siècle, les recensements réels des communes de moins de 10 000 habitants ont lieu tous les cinq ans. Les autres « recensements » sont des estimations.
| 1793  | 1800  | 1806  | 1821  | 1831  | 1836  | 1841  | 1846  | 1851  |
| ----- | ----- | ----- | ----- | ----- | ----- | ----- | ----- | ----- |
| 1 420 | 1 548 | 1 624 | 1 745 | 1 944 | 1 844 | 1 984 | 2 183 | 2 130 |

| 1856  | 1861  | 1866  | 1872  | 1876  | 1881  | 1886  | 1891  | 1896  |
| ----- | ----- | ----- | ----- | ----- | ----- | ----- | ----- | ----- |
| 2 215 | 2 132 | 2 234 | 2 208 | 2 340 | 2 369 | 2 455 | 2 604 | 2 646 |

| 1901  | 1906  | 1911  | 1921  | 1926  | 1931  | 1936  | 1946  | 1954  |
| ----- | ----- | ----- | ----- | ----- | ----- | ----- | ----- | ----- |
| 2 708 | 2 568 | 2 603 | 2 305 | 2 323 | 2 099 | 2 109 | 2 046 | 2 006 |

| 1962  | 1968  | 1975  | 1982  | 1990  | 1999  | 2006  | 2007  | 2012  |
| ----- | ----- | ----- | ----- | ----- | ----- | ----- | ----- | ----- |
| 1 822 | 1 680 | 1 437 | 1 374 | 1 439 | 1 367 | 1 326 | 1 320 | 1 300 |

| 2017  | 2022  | - | - | - | - | - | - | - |
| ----- | ----- | - | - | - | - | - | - | - |
| 1 260 | 1 226 | - | - | - | - | - | - | - |

En 2008, selon l’Insee, la densité de population de la commune était de 18 hab./km2, contre 61 hab./km2 pour le département, 68 hab./km2 pour la région Poitou-Charentes et 115 hab./km2 pour la France.
La diminution de 3 % de la population de la commune de 1999 à 2006 s’intègre dans une évolution générale à l’ensemble des communes rurales du département de la Vienne. Les zones rurales perdent de leurs habitants au profit d’une vaste région circonscrite autour des deux grandes métropoles du département : Poitiers et Châtellerault, et plus particulièrement au profit des cantons limitrophes de la préfecture.

## Économie
Selon la direction régionale de l'Alimentation, de l'Agriculture et de la Forêt de Poitou-Charentes, il n'y a plus que 59 exploitations agricoles en 2010 contre 78 en 2000.
Les surfaces agricoles utilisées ont paradoxalement augmenté de 6 % et sont passées de 5 635 hectares en 2000 à 6 018 hectares en 2010 dont 1 048 sont irrigables. Ces chiffres indiquent une concentration des terres sur un nombre plus faible d’exploitations. Cette tendance est conforme à l’évolution  constatée sur tout le département de la Vienne puisque de 2000 à 2007, chaque exploitation a gagné en moyenne 20 hectares.
53 % des surfaces agricoles sont destinées à la culture des céréales (blé tendre et maïs à parts égales mais aussi un peu d'orge), 18 % pour les oléagineux (colza et tournesol), 19 % pour le fourrage et 2 % restent en herbe. En 2000, 2 hectares (0 en 2010) étaient consacrés à la vigne.
Huit exploitations en 2010 (contre 14 en 2000) abritent un élevage de bovins (1 412 têtes en 2010 contre 1 253 têtes en 2000). C’est un des troupeaux de bovins les plus importants de la Vienne qui rassemblent 48 000 têtes en 2011.
Quinze exploitations en 2010 (contre 34 en 2000) abritent un élevage d'ovins (3 359 têtes en 2010 contre 4 158 têtes en 2000). La baisse du nombre d'ovins constatée au cours de cette décennie, est conforme à la tendance globale du département de la Vienne. En effet, le cheptel d’ovins, exclusivement destiné à la production de viande, a diminué de 43,7 % de 1990 à 2007.
L'élevage de volailles a connu une baisse : 94 têtes en 2010 répartis sur neuf fermes contre 232 têtes en 2000 répartis sur 13 fermes.
Les élevages de caprins ont connu aussi une baisse du cheptel au cours de cette décennie : 1 077 têtes réparties sur 5 fermes en 2010 contre 1 460 têtes réparties sur neuf exploitations en 2000. Cela reste toutefois un des troupeaux de caprins non négligeables du département de la Vienne (74 500 têtes en 2011) qui est le deuxième département pour l’élevage des chèvres derrière le département des Deux-Sèvres. Cette forte baisse est révélatrice de l’évolution qu’a connu, en région Poitou-Charentes, cet élevage au cours des deux  dernières décennies: division par trois du nombre d’exploitations, augmentation des effectifs moyens par élevage (38 chèvres en 1988, 115 en 2000), division par 10 des chèvreries de 10 à 50 chèvres qui représentaient 50 % des troupeaux en 1988, et multiplication par 6 des élevages de plus de 200 chèvres qui regroupent, en 2000, 45 % du cheptel. Cette évolution des structures de production caprine a principalement pour origine la crise de surproduction laitière de 1990-1991 qui, en parallèle des mesures incitatives, a favorisé des départs d’éleveurs en préretraite et encouragé l’adaptation structurelle des élevages restant. La vocation laitière du troupeau est très forte. Moins de 2 % des élevages caprins sont non laitiers en 2000. La quasi-totalité de la production laitière, en constante augmentation (de 2000 à 2011 : + 44 %) est livrée à l’industrie agro-alimentaire soit 96 % des 485 000 hectolitres récoltés dans l’ensemble du département de la Vienne en 2004. La production de fromage à la ferme reste très marginale et ne représente que 1 % de la production de lait et 6 % des fermes. 75 % des élevages sont basés sur un système de production de type hors sol, la surface agricole étant destinée essentiellement dans ce cas, à la production de fourrage. 75 % de ces exploitations n’élèvent que des chèvres. Le dynamisme de cet élevage, l’accent porté sur la qualité des produits a permis d’obtenir les AOC « chabichou du Poitou » et « Sainte Maure de Touraine » pour les fromages produits.

## Culture locale et patrimoine

### Lieux et monuments
La commune compte douze châteaux.

#### Patrimoine religieux
L'église Saint-Pierre-et-Saint-Paul d'Usson-du-Poitou a été bâtie à l'époque romane au XIe siècle. L'église est classée monument historique depuis 1907.

#### Patrimoine civil
- Le logis de la Guéronnière du XVIIe siècle. Il est inscrit comme monument historique depuis 2009.
- Le château de Badevillain du XVIIIe siècle.
- La commune « héberge » sur son territoire des dolmens du IVe millénaire av. J.-C., au lieu-dit la Plaine. À l'origine, ces dolmens étaient recouverts de pierres et de terre pour former une butte artificielle appelée tumulus. Une entrée permettait d'y accéder pour y placer les morts. Érodée par le temps et la pluie, la butte s'est dégradée et seules les plus grosses pierres sont restées. Le site de la Plaine comprend deux dolmens de type angoumoisin, qui se caractérise par une chambre quadrangulaire allongée accessible par un couloir décentré. En 1864, il y avait cinq dolmens. Mais, avec le développement de l'agriculture intensive, et surtout à partir de 1955, date du début du remembrement, nombre de dolmens ont, alors, été démantelés. Des fouilles entreprises au XIXe siècle ont mis au jour le mobilier suivant : lames et éclat de silex, poignard, tranchant de hache, vase à fond plat, tessons de céramique et ossements humains. Les tumulus de Bougon, dans le département voisin des Deux-Sèvres, permettent de donner une idée de ce que devaient être ces sites à la préhistoire.

#### Patrimoine naturel
La commune d’Usson-du-Poitou abrite une zone classée d’intérêt écologique, faunistique et floristique (ZNIEFF) qui couvre 1 % du territoire communal. Il s’agit des étangs de la Pétolée. Ils occupent un plateau d’altitude modeste (environ 150 m), sans accident topographique particulier, entre les vallées du Clain et de la Clouère. Les dépôts limono-argileux (limons des plateaux) du Quaternaire ancien ont donné naissance dans tout ce secteur à des sols profonds, acides et hydromorphes, connus sous le nom vernaculaire de «bornais».
Peu favorables à l’implantation des cultures céréalières en raison de leur imperméabilité, ils ont été le domaine privilégié, durant des siècles, des prairies naturelles où se pratiquait un élevage bovin, équin ou ovin, séparées par des rideaux arborés structurant un bocage lâche, et ponctuées de plans d’eau de taille variable. Bien que l’occupation du sol ait tendance à évoluer de nos jours vers une mise en culture de prairies anciennes, les étangs et leurs alentours ont su conserver une intéressante mosaïque d’habitats naturels ou semi-naturels, refuge d’une remarquable biodiversité.
Les oiseaux  trouvent sur les étangs et leurs abords des conditions d’accueil très favorables, malgré une pression cynégétique fortement perturbatrice en automne et en hiver. De fait, les étangs constituent un site très attractif pour de nombreux oiseaux d’eau qui y font halte lors de leurs migrations de printemps et d’automne, ou y séjournent durant les mois d’hiver en exploitant les riches ressources alimentaires disponibles : grands échassiers tels que les hérons ou les grues (la zone est un des rares secteurs de la Vienne à accueillir des grues cendrées en migration), oies cendrées et canards, accompagnés par des limicoles comme le Pluvier doré, le Vanneau huppé ou diverses espèces de chevaliers. La zone constitue par ailleurs un site d’alimentation favori pour plusieurs espèces de rapaces nichant aux environs : Milan noir, une espèce menacée en Europe de l’Ouest ou Faucon hobereau, un petit faucon élégant dont l’alimentation à base de gros insectes - coléoptères, libellules - le rend très dépendant du maintien des paysages agropastoraux traditionnels aux herbages extensifs séparés de haies ou de bandes boisées.
Il est possible de d'observer, selon les saisons :
- Bouscarle de Cetti ;
- Canard chipeau ;
- Canard souchet ;
- Combattant varié ;
- Grèbe castagneux ; c’est un oiseau protégé au niveau national ;
- Grue cendrée ; c’est un oiseau protégé au niveau national ;
- Huppe fasciée ; c’est un oiseau protégé au niveau national ;
- Vanneau huppé.

### Personnalités liées à la commune
- Joseph-Emmanuel-Auguste-François de Lambertye (1748-1819), général et homme politique né à Usson-du-Poitou, député de la noblesse aux États générauxde 1789.
- Aristide Couteaux (né en 1835 à Usson), sénateur du département de la Vienne, auteur de la recette du lièvre à la royale du sénateur Couteaux.
- Jacques Farisy (né en 1923, établi à Usson), médecin et historien régional.

### Héraldique
| Blason de Usson-du-Poitou | Blason  | D'azur à deux clés renversées d'or, les pannetons affrontés, enfermant un dextrochère alésé de carnation tenant une épée de sable posée en barre et brochant sur un manteau de gueules. |
| Blason de Usson-du-Poitou | Détails | Le statut officiel du blason reste à déterminer. |